# F. D. C. Willard
F. D. C. Willard (asi 1968–1982) byl pseudonym siamského kocoura Chestera, který byl uveden jako spoluautor a autor dvou článků o fyzice vydaných ve vědeckých časopisech.

## Pozadí
V roce 1975 chtěl americký fyzik a matematik Jack H. Hetherington z Michiganské státní univerzity vydat výsledky svého výzkumu na poli kryogeniky ve vědeckém časopise Physical Review Letters. Jeho kolega, kterému dal článek ke kontrole, poukázal na to, že článek používá první osobu plurálu, ačkoliv je Hetherington jediným autorem, a že časopis by ho v takovém stavu neotiskl. Aby nemusel trávit čas přepisováním článku, Hetherington si spoluautora vymyslel.

## Publikace

Podpis F. D. C. Willarda

Hetherington měl siamského kocoura Chestera, jehož otec se jmenoval Willard. Protože se obával, že jeho kolegové by odhalili jeho pravou identitu, rozhodl se použít pouze iniciály a protože Američané mají obvykle několik křestních jmen, přidal F. D. podle jednoho z vědeckých jmen druhu – Felis catus domesticus, tedy F. D. C. Willard. Článek byl přijat a vydán v listopadu 1975 v čísle 21 jako Two-, Three-, and Four-Atom Exchange Effects in bcc ³He se jmény obou předložených autorů.
Během patnácté mezinárodní kryogenické konference (International Conference on Low Temperature Physics) konané v Grenoblu v roce 1978 vyšlo najevo, že Hetheringtonův spoluautor je kocour, protože v podepsaných výtiscích, které odeslal kolegům a přátelům, byl „F. D. C. Willard“ podepsán otisky tlapek. O dva roky později vyšla ve francouzském populárně naučném časopise La Recherche esej L'hélium 3 solide. Un antiferromagnétique nucléaire, jejímž jediným autorem měl být Chester. Tím jeho vědecká kariéra skončila.

## Přijetí a odkaz
Skutečná identita spoluautora citovaného článku se stala obecně známou a vypráví se, že pokud Hetheringtonovi někdo telefonoval na Michiganskou univerzitu, když nebyl zrovna k zastižení, vyžádal si volající žertem alespoň mluvit s jeho spoluautorem. Jméno F. D. C. Willard se také několikrát objevilo v poznámkách pod čarou, kde je mu děkováno za jeho přínos a Michiganská univerzita mu nabídla místo profesora. V roce 2014 jako aprílový žertík American Physical Society uvedla, že všechny články napsané kočkami budou otevřeně přístupné.